# Uno Lindgren
Carl Uno Eugen Lindgren, född 5 december 1915 i Lidköping, död 8 mars 1992 i Brännkyrka församling, Stockholm, var en svensk museiintendent och heraldisk författare.
Efter socionomexamen 1938 var Lindgren amanuens vid Överståthållarämbetet 1938–1945, vid Statens vägverk 1946, förste amanuens där 1947, revisor 1947 och förste byråsekreterare 1956. Han var grundare av och intendent för Väghistoriska museet 1970–1981, byrådirektör 1972 och avdelningsdirektör 1979–1981. Han var sakkunnig bland annat i riksdagen 1948 och för Ålands landsting 1949–1953 samt sekreterare vid Riksheraldikerämbetet 1949–1950.
Lindgren var sedan skoltiden livligt intresserad av heraldik och grundade – efter att ha råkat i konflikt med Riksheraldikerämbetet – år 1951 den privata stiftelsen Svenska Kommunalheraldiska Institutet vars uppgift var att bistå kommuner att ta fram egna vapen. Lindgrens eget vapen var: I ett fält av guld tre gröna lindblad, vilkas stjälkar är gaffelkorsformigt förenade, inom en grön bård. Han var även verksam inom Svenska exlibrisföreningen 1947–1948, Bernadotte-musei vänner från 1963 (hedersledamot 1982), delegat vid internationella kongressen för genealogi och heraldik från 1950, styrelseledamot i Föreningen Sverige-Schweiz 1973–1976 och Tessinsällskapet 1978–1979.
Lindgrens korrespondens med grundaren av Institut Tessin i Paris, Gunnar W. Lundberg och dennes hustru förvaras i Riksarkivet med sekretess till 2025. Detsamma gäller handlingar efter Kommunalheraldiska Institutet, vilka är belagda med sekretess till 2032.
År 1975 belönades Lindgren med H.M. Konungens medalj av 8:e storleken i serafimerordens band.
Han var ingift i ätten Kuylenstierna och gravsattes i Gustav Vasa kyrkas kolumbarium vid Odenplan i Stockholm.

### Böcker
- Heraldik i svenska författningar : en vapenrättslig översikt från medeltiden till våra dagar. Lund: Gleerup. 1951
- Carl-Fredrik Palmstierna 1903 22/2 1983 : en kompletterad bibliografi. Stockholm: Bernadotte-musei vänner. 1983
- Gunnar W. Lundberg 1903-17.4-1973 : bibliografi. Malmö: Allhem. 1975

### Artiklar
- ”Meddelanden ur förvaltningsrättslig praxis”. Förvaltningsrättslig Tidskrift (Stockholm). 1948.
- ”500-årigt kungavapen”. Svensk Tidskrift (Uppsala) (36):  sid. 238–242. 1949.
- ”Adelsvapen i svenska författningar : en historisk översikt”. Meddelanden från Riddarhuset (1). 1949.
- ”Nya hembygdssymboler”. Bygd och natur (3). 1953.